# Escanciador

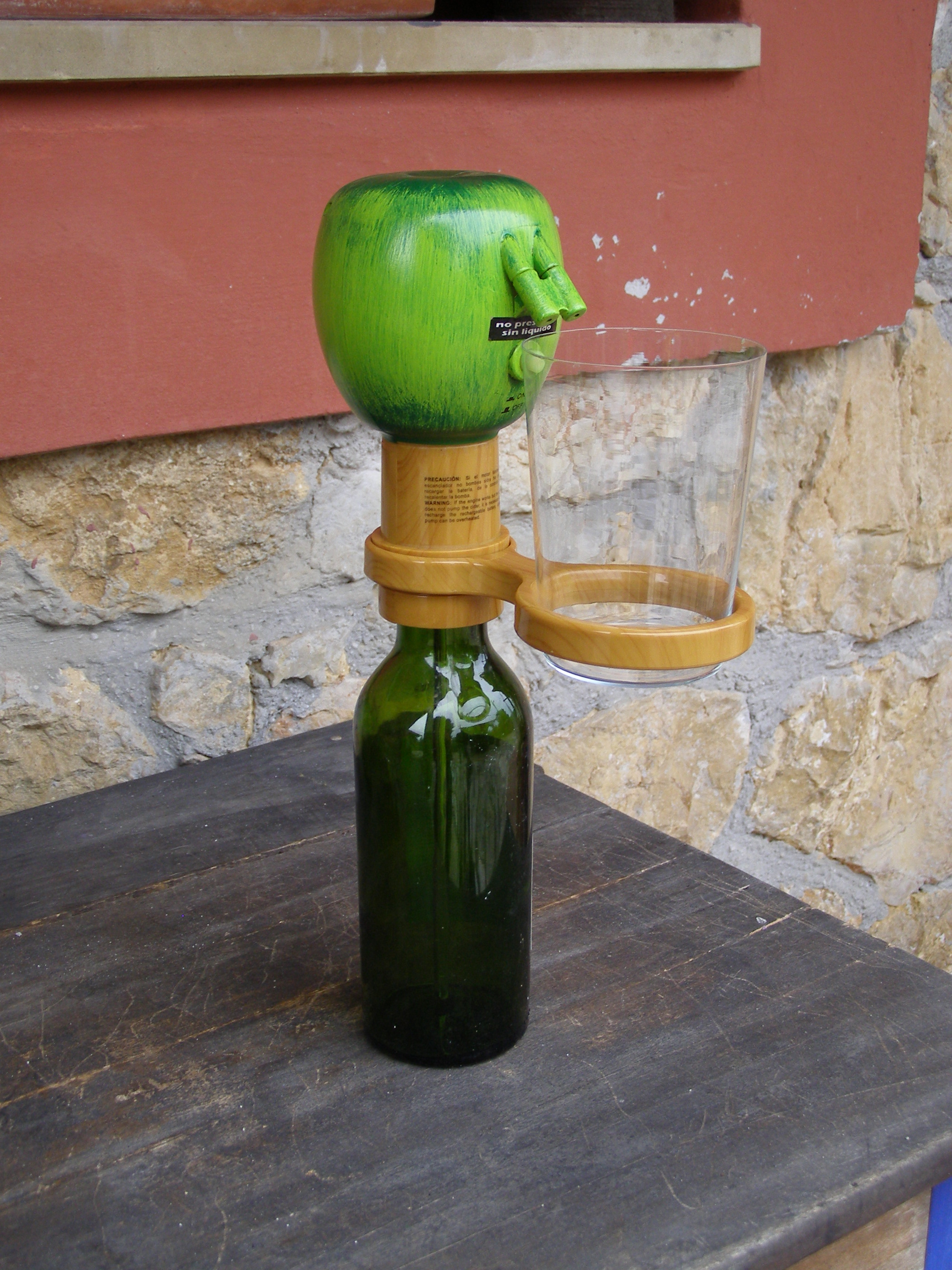
Escanciador eléctrico

El término escanciador hace referencia a la persona que ejecuta el acto de escanciar la sidra y al  aparato (mecánico o eléctrico) que lo facilita o lo realiza.

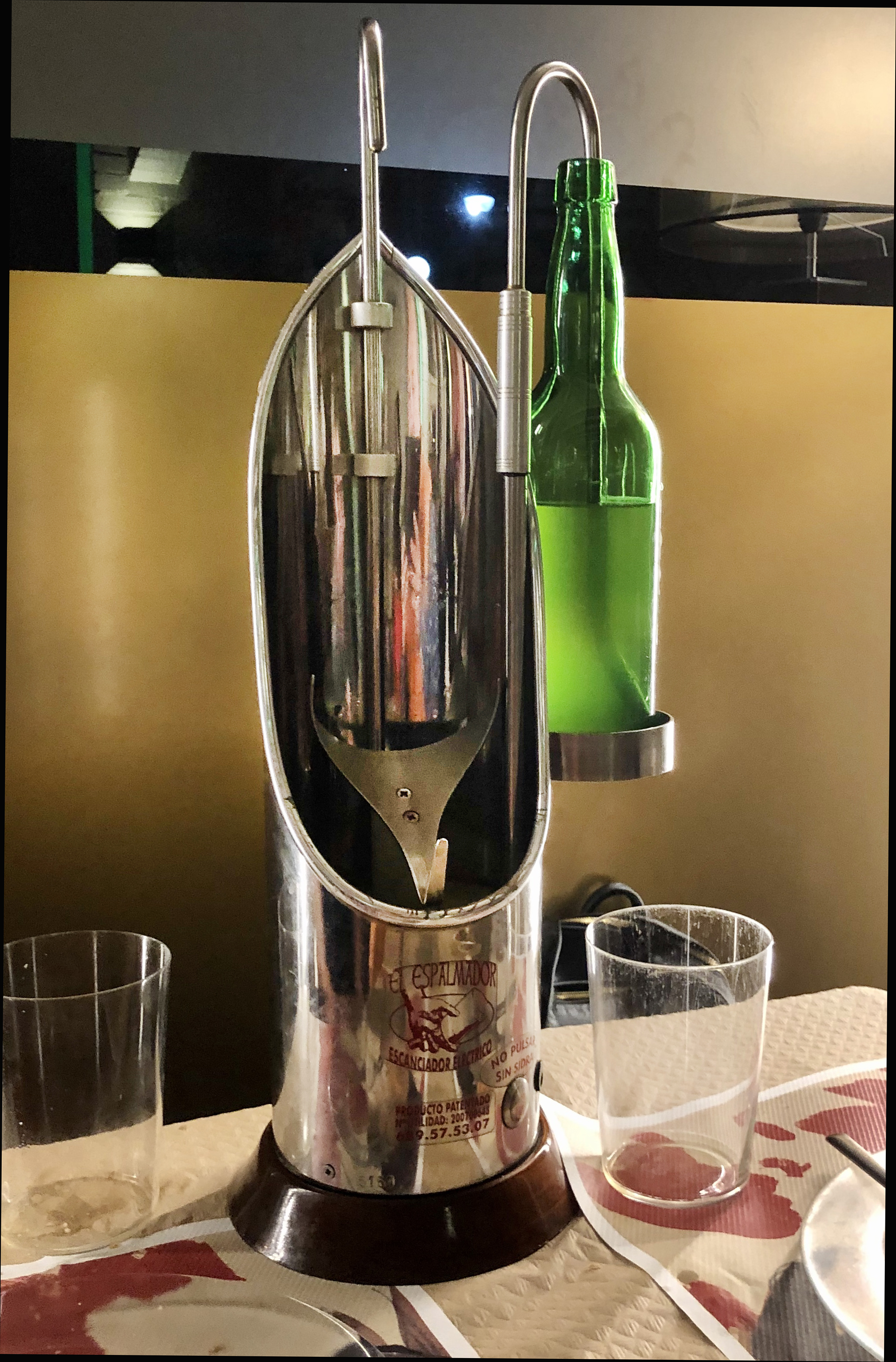
Escanciador eléctrico de Sidra Asturiana, conocido como "El Espalmador"

## Características
En la fabricación de los dispositivos de escanciado se pueden emplear diversos materiales, desde madera o plástico hasta porcelana o latón.  Distinguimos fundamentalmente tres variedades de escanciadores: eléctricos, mecánicos y de ayuda al escanciado.
- Los escanciadores eléctricos permiten el escanciado de manera automática. Disponen de un soporte donde se coloca el vaso, de una bomba eléctrica de absorción que extrae el líquido de la botella, de un botón para accionar el mecanismo y de un sistema energético de alimentación por baterías recargables.[2][3]

- Los escanciadores mecánicos realizan el proceso mediante un sistema de bombeo manual. Este tipo de escanciadores suelen ser de madera y en su mayoría de pared.

- Los tapones escanciadores permiten regular el caudal y la dirección del chorro que sale de la botella durante el escanciado manual. En este caso el desplazamiento del líquido se realiza por la fuerza de la gravedad.[3]

El escanciado manual y tradicional consiste en dejar caer sobre la pared interior del vaso un fino chorro de sidra para conseguir que el líquido se oxigene (espalme). Para ello el escanciador sostiene con un brazo estirado por debajo de la cintura el vaso de escanciado mientras con el otro, por encima de la cabeza, sostiene la botella desde la que caerá el líquido.
El vaso debe sostenerse con los dedos pulgar e índice y con el corazón en el culo del vaso, los dedos anular y meñique deben recogerse hacia la palma de la mano. Se inclina la botella sujetándola con los dedos índice, corazón y anular por la parte del cuerpo y con el meñique por el culo. De esta manera se deja caer sobre el borde de la pared interior del vaso un fino chorro de líquido sirviendo así un “culín”.
Los sistemas de escanciado automático se basan en el mismo principio pero consiguen el oxigenado mediante técnicas mecánicas de precipitación del líquido hacia el vaso.